# 亚洲公路42号线
亚洲公路42号线（英語：Asian Highway 42）编号，是亞洲公路網系統中的一條全长3,754（2,333英里）公路，起点在中国兰州，终点在位于印度巴尔希。
AH42途径中国、尼泊尔和印度，是最靠近珠穆朗玛峰的亚洲公路。

## 中国
- 京藏高速：兰州 - 西宁 - 格尔木 - 拉萨
- 318国道：拉萨 - 樟木

## 尼泊尔
途经尼泊尔如下城市
- 科达里
- 加德满都
- Narayangarh（英语：Narayangarh, Chitwan） 位于
- Pathlaiya 位于
- 比尔甘杰